# Сейлем (Небраска)
Сейлем (англ. Salem) — селище (англ. village) в США, в окрузі Річардсон штату Небраска. Населення — 83 особи (2020).

## Географія
Сейлем розташований за координатами 40°4′37″ пн. ш. 95°43′43″ зх. д. / 40.07694° пн. ш. 95.72861° зх. д. (40.076889, -95.728522).  За даними Бюро перепису населення США в 2010 році селище мало площу 1,61 км², уся площа — суходіл.

## Демографія
Згідно з переписом 2010 року, у селищі мешкало 112 осіб у 52 домогосподарствах у складі 28 родин. Густота населення становила 70 осіб/км².  Було 73 помешкання (45/км²).
Расовий склад населення:
| - 99,1 % — білих - 0,9 % — корінних американців |

До двох чи більше рас належало 0,0 %. Частка іспаномовних становила 0,0 % від усіх жителів.
За віковим діапазоном населення розподілялося таким чином: 17,9 % — особи молодші 18 років, 58,9 % — особи у віці 18—64 років, 23,2 % — особи у віці 65 років та старші. Медіана віку мешканця становила 49,8 року. На 100 осіб жіночої статі у селищі припадало 96,5 чоловіків;  на 100 жінок у віці від 18 років та старших — 104,4 чоловіків також старших 18 років.
Медіана доходів становила 41 250 доларів для чоловіків та 31 250 доларів для жінок. За межею бідності перебувало 37,8 % осіб, у тому числі 47,1 % дітей у віці до 18 років та 73,3 % осіб у віці 65 років та старших.
Цивільне працевлаштоване населення становило 39 осіб. Основні галузі зайнятості: роздрібна торгівля — 23,1 %, мистецтво, розваги та відпочинок — 20,5 %, освіта, охорона здоров'я та соціальна допомога — 20,5 %.